# 法尔茅斯 (肯塔基州)
法尔茅斯（英語：Falmouth），是美国肯塔基州的一座城市。建立于1793年，面积约为2.8平方公里（1.1平方英里）。根据2010年美国人口普查，该市的人口为2,169人。